# Édgar Chías
Édgar Chías (México,1973). Dramaturgo mexicano, traductor, guionista y gestor de proyectos culturales.

## Biografía
Licenciado en Literatura Dramática y Teatro de la Universidad Nacional Autónoma de México. Su obra ha sido traducida a varios idiomas (francés, italiano, griego, inglés y alemán) y ha sido publicada tanto en su país como en el extranjero (Europa y América). Cofundador del Festival de la Joven Dramaturgia. Es miembro de la Royal Court Theatre de Londres y del Sistema Nacional de Creadores de Arte del Fondo Nacional para la Cultura y las Artes. En 2009 le fue otorgado el Premio Nacional de Literatura José Fuentes Mares por su obra De insomnio y medianoche y en 2016 le fue otorgado el Premio Nacional de Dramaturgia Juan Ruiz de Alarcón. Recientemente ha incursionado como guionista de cine y su primer filme Los amores modernos (colaboración tripartita) se encuentra en proceso de distribución.

## Puestas en escena
- ¿Último round? (2000), FONCA, dir. Germán Castillo, foro La Gruta.
- Circo para bobos (2001), Cuarta Pared, dir. Marco Vieyra, foro La Gruta.
- La mirada del sordo (2002), UNAM-Festival del Centro Histórico, dir. Alicia Sánchez, Sala Miguel Covarrubias y plancha del Zócalo.
- Cuando quiero llorar, no lloro… (2002), Espacio Siete, dir. Rodrígo Mendoza, Teatro Helénico.
- Comedia de los errores (2002), Tecnológico de Monterrey, dir. Rodolfo Obregón, Campus Querétaro.
- Vestido de novia (2003-2004), INBA-SEP en el Programa Nacional de Teatro Escolar, dir. Rodolfo Obregón, Teatro Julio Jiménez Rueda.
- Telefonemas (2004), FONCA, dir. Marco Vieyra, teatro La Capilla.
- El cielo en la piel (2004-2005), FONCA-Tapioca Inn, dir. Mahalat Sánchez, teatro La Capilla.
- Telefonemas (2005), Instituto Queretano de Cultura, dir. Uriel Bravo, teatro del Museo de la Ciudad de Querétaro.
- En las montañas azules (2006), Instituto Queretano de Cultura, dir. Rodolfo Obregón, teatro del Museo de la Ciudad de Querétaro.
- El cielo en la piel (2007), Instituto Nacional del Teatro de Argentina y Tapioca Inn, gira por los festivales internacionales de Mendoza, Rosario, MERCOSUR y Andino en Argentina.
- On insomnia and midnight (2006), Festival Internacional Cervantino-British Council-Centro Cultural Helénico-Royal Court Theatre, dir. Heittie MacDonald, en el Jerwood Upstairs de Londres, Teatro Cervantes de Guanajuato y foro de La Gruta del Centro Cultural Helénico.
- Crack, o de las cosas sin nombre (2006), Coordinación Nacional de Teatro del INBA, dir. Martin Acosta.
- De insomnio y medianoche (2007), Centro Cultural Helénico, Royal Court, dir. Martin Acosta, foro La Gruta, versión en español.
- Historias de una hiena vacía (2007), FONCA-Centro Cultural Helénico, dirs. Alberto Villarreal y Mahalat Sánchez.
- Cuento oblongo (2007), México en Escena, en “Incidente Madriguera”, dir. Alberto Villarreal, La Madriguera.
- On insomnia and midnight (2007), La Micro Theater, Instituto Arte Teatral Internacional, NY Culture (City of NY), dir. Berioska Ipinza, teatro ITAI.
- Benito antes de Juárez (2007-2008), El Fénix Producciones, Fundación Bancomer, Programa Nacional de Teatro Escolar, dirs. Esteban Castellanos y Edgar Chías, Teatro Juárez de la Ciudad de Oaxaca, Recinto a Juárez en Palacio Nacional, Foro de las Artes del CENART, Teatro Casa de la Paz, de la UAM, Teatro Julio Ximenes Rueda.
- Serial (2008), Dramaturgos Mexicanos, FONCA, dir. Alberto Villarreal, La Madriguera.
- Le ciel dans la peau (2008), Le mirroir qui fume. París-Nantes, dir. Francoise Thyrion, en el café literario L’Ogre à Plumes.
- Güera es la patria (2008), FONCA, Centinela Producciones, dir. Mahalat Sánchez, Teatro La Capilla.[3]
- 8: No levantarás falsos testimonios -Una merienda de negros- (2009), IBERESCENA, Centro Cultural Rojas de Buenos Aires, dir. Matías Feldman, Espacio Biblioteca del Centro Cultural Ricardo Rojas.
- Fronteras (2009-2010), Coproducción Festival Internacional Cervantino, FONCA, INBA, Théâtre d’Aujourd’hui, de Montreal, dir. David Psalmon, Teatro Cervantes de Guanajuato, Teatro Julio Castillo del Centro Cultural del Bosque.
- A su sombra -Στη Σκιά Του- (2011), Festival Internacional de Patras, dir. Christos Strepkos, Fortaleza de Patras, Grecia.
- Nacido de un muslo (2011), UANL, dir. Iván Domínguez-Azdar, Sala Experimental, Nuevo León, México.
- Ternura suite (2011), Sistema de Teatros de la Ciudad de México y Coordinación Nacional de Teatro del INBA, dir. Richard Viqueira, Teatro Benito Juárez y Julio Castillo.[4]
- Contra ellas (2012), Teatro sin Paredes, dir. David Psalmon, Modelo de Teatro fórum, versión itinerante.
- Oscuro (2012), Instituto Potosino de Bellas Artes y Coordinación Nacional de Teatro del INBA, dir. Marco Vieyra, Teatro El Galeón.
- Disertaciones sobre un charco (2012), 8m3 y Teatro La Capilla, dir. David Jiménez, Teatro La Capilla.
- La huella del Pájaro (2012), Drama Fest, dir. David Gaitán, Plaza de Coyoacán, Zócalo de la Ciudad de México.
- Interior 3 (2013), Micro Teatro México, dir. David Jiménez, Micro Teatro México.
- Aspiracional (2013), Atabal Creación Artística y Barón Negro, dir. Edén Coronado, Museo de la Ciudad de Querétaro.
- Por el trabajo (2014), Teatro sin Paredes, dir. David Psalmon, Modelo de Teatro fórum, versión itinerante.
- ¿Sientes el frío que se acerca? (2014), Petit Comité y Cadáver Estacional, dir. David Jiménez.
- Aspiracional (2015), Atabal, dir. Edén Coronado.
- Un día ya no estaremos aquí, creo (2016), dir. David Jiménez, Teatro experimental, Tampico.
- Cráneo (2016), Gorguz Teatro, dir. Alberto Ontiveros. Festival de Teatro de Nuevo León.
- En las montañas azules (2016), dir. Emmanuel Morales, Foro Shakespeare.
- La tierra que nunca pisamos (2016), dir. Marco Vieyra, Teatro polivalente, Centro de las Artes de San Luis Potosí.
- Esto no es Dinamarca (2016), dir. David Jiménez Sánchez, Museo Universitario del Chopo.[5]
- Proyecto sutil (2016), dir. Diego del Río, Teatro Juan Ruiz de Alarcón, UNAM, Dramafest.
- Der Himmel in der Haut (2017), dir. Inka Neubert, Theater Felina Areal, Mannheim.
- Una merienda de negros (2017), dir. Boris Shoemann, Casa del Lago.
- ¿Y si no hubiera un pequeño lugar para mí en este mundo? (2017) Gorguz Teatro, dir. Alberto Ontiveros. Teatro de la Ciudad, Monterrey, Nuevo León.
- La Semilla (2017), dir. Cristian Drut. Buenos Aires, Argentina (Estreno mundial, 22 de julio) proyecto apoyado por IBERESCENA. Abasto Social Club
- La Semilla (2017), dir. Gabriela Ochoa. México (Estreno en CDMX, 3 de agosto) Coproducción de En la margen teatro, Conejillos de indias teatro y Colectivo Teatro Sin Paredes. Teatro Xavier Rojas, El Granero CCB-INBA
- La Semilla (2017), dir. Gabriela Ochoa y Cristian Drut. Valencia, España. (Estreno en Valencia, 22 de septiembre) proyecto apoyado por IBERESCENA y Creadores. Escuela Off.
- 140 (2017), dir. Richard Viqueira. Foro Sor Juana Inés de la Cruz, UNAM, Vértice. (Colaboración en creación de texto dramático colectivo)[6]
- Fuera de la tarjeta postal (2018), dir. Luis Ramírez, en el marco del Festival del Calor 2018, Centro Cultural Olimpo, Mérida, Yucatán.
- El ejército iluminado (2018), dir. Alberto Ontiveros, Monterrey, Nuevo León.
- Nosotros y el tiempo (2019), dir. Marco Vieyra. Drama en movimiento, CCB-INBA

## Obras publicadas[7]
- ¿Último round?, en Teatro de la Gruta, México, Tierra Adentro-Centro Cultural Helénico, 2000.
- Circo para bobos, México, Anónimo Drama, 2002.
- ¿Último round?, Circo para bobos, Cuando quiero llorar no lloro, en Cd. 100 años de Teatro en México, México, SOGEM, 2002.
- Telefonemas, México, Fondo Editorial Querétaro, México, 2003.
- El cielo en la piel, México, Anónimo Drama, 2004.
- Cada quien su Clitemnestra, en Antología de Dramaturgia Mexicana Contemporánea, México, UNAM, 2005.
- Telefonemas, Argentina-México, Atuel-Centro Cultural Helénico, 2005.
- En las montañas azules, México, Fondo Editorial Querétaro, 2006.
- De insomnio y media noche —Versión en lengua inglesa—, Inglaterra, Oberon Books LT, 2006.
- Crack, o de las cosas sin nombre, en Paso de Gato núm. 28, México, 2007.[8]
- De insomnio y media noche —Versión en lengua inglesa—, en Mexican Plays, Inglaterra, Nick and Hern Books, 2007.
- El cielo en la piel —Versión en lengua francesa—, Francia, Le mirroir qui fume, 2008.
- De insomnio y medianoche, México, El Milagro, 2008.
- Crack, o de las cosas sin nombre —Versión en lengua italiana—, Milán, Piccolo Teatro, 2008.
- A su sombra —Versión griega—, Atenas, Lagudera, 2009.
- Cólico miserere, Ecuador, El Apuntador, 2009.
- El cielo en la piel, en Antología Didáctica del Teatro Mexicano, Vol. 2 (1990-2005), México, Eón/UNAM, 2009.
- Benito antes de Juárez en Gente que habla sola, México, Universidad de Chiapas, 2010.
- Una merienda de negros en Decálogo. Indagaciones sobre los 10 mandamientos Tomo IV. Buenos Aires, Libros del Rojas, 2010.
- El cielo en la piel, México, Teatro sin Paredes, 2010.[9]
- Rapsodias para la escena, México, IVEC, Colección Bicentenario, 2011.
- Historias para no ir a la cama, México, Malaletra Ediciones, 2011.
- Ternura suite, en Méx.ES.Teatro 2011. Octubre de teatro mexicano, México, SRE/INBA/CONACULTA, Centro Dramático Nacional/Gobierno de España, 2011.
- De insomnio y media noche -Versión en lengua francesa-, en Nouvelles écritures Théâtrales d’Amerique Latine (30 auteurs sur un plateau), Francia, Éditions Théâtrales, 2012.
- Crack, o de las cosas sin nombre, México, Ediciones Teatro sin Paredes, 2012.
- Disertaciones sobre un charco, México, Los textos de la Capilla, 2012.
- Oscuro, en Tramoya, México, Tercera época, Nº 111, abril-junio, 2012.
- El fingidor (traducción del portugués, en colaboración con Beatriz Luna), de Samir Yazbeck, México, Libros de Godot, 2012.
- De insomnio y media noche —Versión en lengua francesa—, París, Le miroir qui fume, 2012.
- Nacido de un muslo, México, Los textos de la Capilla, 2013.[10]
- Ternura suite, México, Ediciones El Milagro, 2013.
- Locus solus (antología e introducción), México, Ediciones El Milagro, 2013.
- Nuevos territorios del diálogo (traducción del francés, en colaboración con Beatriz Luna), coordinado por Jean-Pierre Ryngaert, México, Paso De Gato, 2013.
- Taller de escritura teatral (traducción del francés, en colaboración con Beatriz Luna), de Jean-Pierre Sarrazac y Joseph Danan, México, Paso de Gato, 2013.[11]
- Solos en América en Chemins de traverse coord. Joseph Danan y Marie Christine Lesage, Francia, Éditions Teatrales, 2014.
- El personaje teatral contemporáneo (traducción del francés, en colaboración con Beatriz Luna) coordinado por Jean-Pierre Ryngaert y Julie Sermon, Paso De Gato, 2016.
- Teatro completo II: Bernard-Marie Koltès (edición en colaboración con Beatriz Luna), México, Paso De Gato, 2016.
- Nekrópolis en Teatro de las tres Américas. (traducción del portugués, en colaboración con Beatriz Luna) de Roberto Alvim, México, Editorial TSP, 2016.
- Esto no es Dinamarca en la colección Consanguíneos de la Editorial Antropófagos, prólogo de Javier Márquez, 2016.[12]
- Sutil en la colección Consanguíneos de la Editorial Antropófagos, prólogo de Zoé Méndez Ortiz; estudio de Maricarmen Torroella, 2017.[13]
- La semilla e ¿Y si no hubiera un pequeño lugar para mí en este mundo? Prólogo de Martín López Brie, Editorial Teatro Sin Paredes, México, 2017